# Paracorymbia fulva
Paracorymbia fulva је врста инсекта из реда тврдокрилаца (Coleoptera) и породице стрижибуба (Cerambycidae). Сврстана је у потпородицу Lepturinae.

## Распрострањеност
Врста је распрострањена на подручју централне и јужне Европе и Кавказа. У Србији је честа врста, среће се на топлим и осунчаним пределима, од низија до планинских подручја.

## Опис
Глава, пронотум, ноге и антене су црне боје. Елитрони су жућкастобраон обојени са црним врхом. На бази пронотума је дубока и широка попречна импресија. Антене су средње дужине. Дужина тела је од 9 до 14 mm.

## Биологија
Развиће је још увек недовољно познато, највероватније да комплетан циклус развића траје око две године и да се ларве развијају вероватно у трулим стаблима и гранама. Адулти су активни од маја до јула и најчешће се срећу на цветовима биљака из породице штитоноша (Apiaceae).

## Синоними
- Leptura fulva DeGeer, 1775
- Stictoleptura fulva (DeGeer, 1775)
- Brachyleptura fulva (DeGeer, 1775)
- Corymbia fulva (DeGeer, 1775)
- Paracorymbia apicalis (Motschulsky, 1875)
- Stictoleptura apicalis (Motschulsky, 1875)